# Fu yung hai

Le fu yung hai ((zh), ou œuf fu yung) est un plat à base d'omelette, essentiellement présent dans la cuisine sino-américaine.

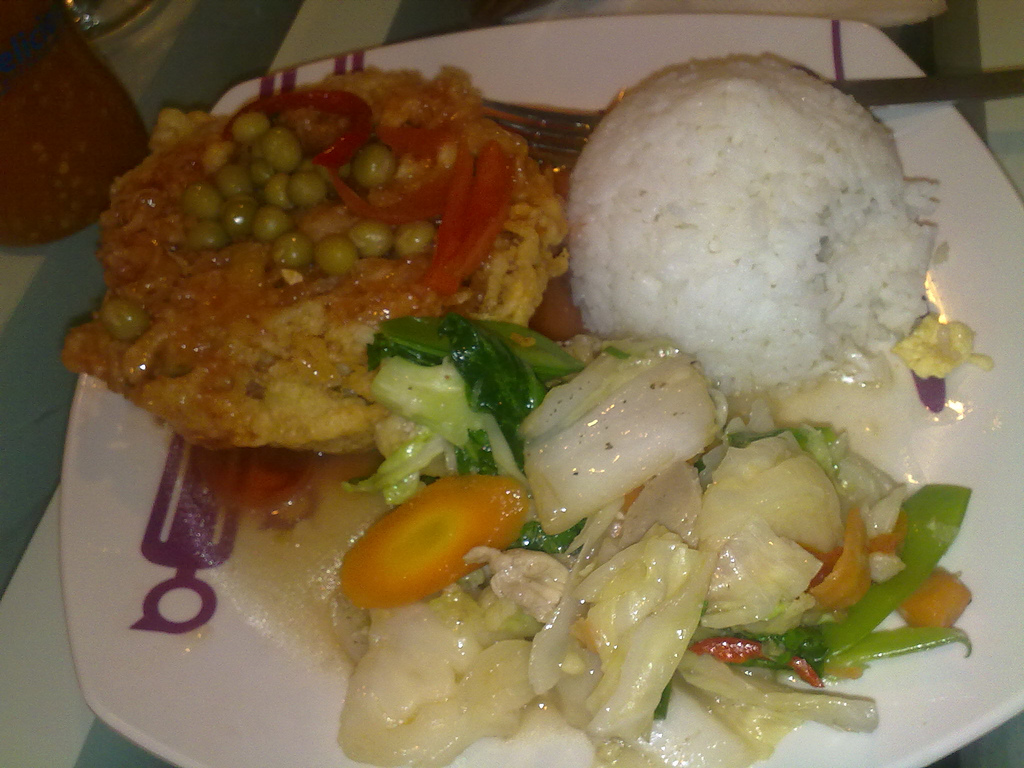
Fu yung hai, cap cai et riz, en Indonésie.

Le nom lui-même vient du cantonais.

## Préparation
Signifiant littéralement « œuf d'hibiscus », ce plat est à base d’œufs battus et, le plus souvent, de jambon, de nombreux légumes (pousses de soja, bambou, chou émincé, cébettes, champignons et châtaignes d'eau douce). Lorsqu'il est composé de viande ou de fruits de mer, on peut y retrouver du porc, des crevettes, du poulet, du bœuf, ou du homard.
Dans la cuisine sino-indonésienne, le plat est connu sous le nom de fu yung hai, ou parfois pu yung hai. L'omelette est généralement à base de carottes, de pousses de soja et de chou, mélangés avec des protéines, telles que de la chair de crabe, des crevettes ou du poulet émincé. Le plat est servi dans une sauce aigre-douce avec des petits pois.
Dans les pays occidentaux, le plat prend l'apparence d'une omelette bien formée et renfermant les ingrédients, recouverte ou accompagnée d'une sauce ou d'un jus. Aux États-Unis, des chefs chinois ont inventé un pancake fourré avec des œufs, des légumes et de la viande. De même, à Saint-Louis (Missouri), de nombreux restaurants chinois proposent un St. Paul sandwich, à savoir un beignet de fu yung, servi avec de la mayonnaise.
Aux Pays-Bas, le plat est connu sous le nom de foe yong hai et est quasi identique, si ce n'est qu'il est parfois servi avec une sauce tomate sucrée.

## Variantes
Le plat vietnamien trứng hấp est proche du fu yung hai.
Dans la cuisine chinoise du Japon, le kani-tama (かに玉 or 蟹玉) est similaire, mais emploie du crabe en lieu et place du jambon et des autres viandes.
Dans la cuisine malaise, le plat est proche du telur bungkus, qui signifie littéralement « œuf roulé » ; la garniture contient du poulet ou du bœuf, des oignons, des champignons, des légumes et du jus.
Dans la cuisine chinoise de Thaïlande, le plat est appelé khai chiao yat sai, qui signifie « œuf frit fourré ». La principale recette utilise de l'émincé de porc et des cébettes.